# 珍·瑪波
简·瑪波（英語：Jane Marple，也譯作简·马普尔），又稱作马普尔小姐，是英國作家阿加莎·克里斯蒂笔下的一名女侦探。這個角色亦是文學史上少數的女性偵探角色之一。
在阿加莎·克里斯蒂的故事中，马普尔小姐住在圣·玛莉米德村，是个天生的侦探，年龄大概60-70岁，终生未婚，是一个典型的乡下老姑婆。对于她的形象，有两种截然不同的观点：一种来自于《黑麦奇案》，说她是个“高高的老女人，穿著过时的粗呢外套和裙子，加上两条围巾，和一顶有鸟翅的小呢帽。手中提个大提袋，脚边放个上好质料的旧手提箱。”另一种中是《死亡草》所描述的“非常维多利亚式的老女人形象”。

## 登場作品
- 《牧師公館謀殺案》/《寓所謎案》（The Murder at the Vicarage）（1930年）
- 《星期二俱樂部謀殺案》/《死亡草》/《十三個難題》（The Thirteen Problems/The Tuesday Club Murders)(1932年)
- 《書房女屍》/《藏书室女尸之谜》/《藏書室的陌生人》（The Body in the Library）（1942年）
- 《魔手》/《平静小镇上的罪恶》/《幕後黑手》（The Moving Finger）（1943年）
- 《謀殺啓事》（A Murder Is Announced）（1950年）
- 《鏡子魔術》/《庄园迷案》/《殺手魔術》（They Do It with Mirrors/Murder with Mirrors）（1952年）
- 《黑麦奇案》/《黑麥滿口袋》（A Pocket Full of Rye）（1953年）
- 《命案目睹記》/《殺人一瞬間》（4.50 from Paddington/What Mrs. McGillycuddy Saw）（1957年）
- 《破鏡謀殺案》/《迟来的报复》（The Mirror Crack'd from Side to Side/The Mirror Crack'd）（1962年）
- 《加勒比海疑案》/《加勒比海之谜》/《加勒比海疑雲》（A Caribbean Mystery）（1964年）
- 《柏翠門旅館》/《伯特伦旅馆之谜》（At Bertram's Hotel）（1965年）
- 《復仇女神》/《复仇的女神》（Nemesis）（1971年）
- 《沉睡謀殺案》/《死灰复燃》/《神秘的别墅》/《死亡不長眠》（Sleeping Murder）（約於1940年作成，1976年出版）
- 《瑪波小姐的完結篇》（Miss Marple's Final Cases and Two Other Stories）（1979年）

## 創作靈感
瑪波小姐的原型來自作者阿加莎·克里斯蒂的一位口才非常好的姨婆；但克里斯蒂亦強調了瑪波小姐「並不是我姨婆的再現，她要比我姨婆更大驚小怪、更有老處女的味道」。此外她也表示瑪波小姐很像姨婆的一些至交，克里斯蒂年輕時常常在鄉村遇見這一類老婦。
克莉絲蒂在一盤錄音帶中解釋了她不讓瑪波小姐和白羅見面的原因：「人們總是不斷给我寫信，建議我说，瑪波小姐和白羅應該互相見個面。但他們應該會面麼？我確定他們彼此對這事兒没什麼兴趣。我不會讓他倆會面，除非突然有什麼變化讓我覺得一定要這麼做。」

## 外部連結
- 瑪波小姐在阿嘉莎·克莉絲蒂官網（英文）